# 김연성
김연성(金鍊成)은 고려 후기의 문신이다. 본관은 경주이다.

## 생애
생몰년은 미상이다. 양신공 김의진(金義珍)의 6세손으로 태어으며, 후에 이름을 궤(軌)로 개명하였다. 고종(高宗) 21년(1234년) 과거에서 장원하여 여러 관직을 거쳤으며, 한림학사, 정당문학, 상서좌복야 등을 역임하고 은청광록대부(銀靑光祿大夫)에 올랐다.
한림별곡에 광균경의(光鈞經義)로 등장하는 민광균(閔光均)의 딸 여흥민씨와 혼인하였으며, 재취하여 한림학사 권위(權韙)의 딸 안동권씨와 혼인하여 슬하에 다섯 아들을 두었다.

## 가족
- 고조(高祖)
  - 전중내급사(殿中內給事) 증문하시중겸보문대제학(贈學門下侍中兼寶文大提學) 김후덕(金侯德)
- 증조(曾祖)
  - 서도감판관(西都監判官) 증문하시랑평장사(贈門下侍郞平章事) 김수지(金壽之)
- 조부(祖父)
  - 합문지후(閤門祗候) 김영고(金永固)
- 선고(先考)
  - 중서시랑평장사(中書侍郞平章事) 김인경(金仁鏡)
- 장자(長子)
  - 전객시령(典客寺令) 김영(金瑩)
- 손자(孫子)
  - 판도사정랑(判圖司正郞) 김서인(金瑞仁)
  - 판도판서(判圖判書) 김서건(金瑞健)
- 차자(次子)
  - 완산부원군(完山府院君) 김요(金瑤)
- 손자(孫子)
  - 병부시랑 증예의판서(兵部侍郞 贈禮儀判書) 김정윤(金正潤)
- 삼자(三子)
  - 시어사(侍御史) 김승무(金承茂)
- 사자(四子)
  - 공부시랑(工部侍郞) 김성무(金成茂)
- 오자(五子)
  - 한림학사(翰林學士) 김평무(金坪茂)
- 손자(孫子)
  - 고성현령(固城縣令) 김구(金玖)

## 참고 문헌
- 고려사(高麗史), 동경잡기(東京雜記), 경주김씨세보(慶州金氏世譜).